# Elena Delle Donne
Elena Delle Donne, född den 5 september 1989, är en amerikansk professionell basketspelare som spelar för Washington Mystics i WNBA. Hon ingick i det amerikanska lag som vann OS-guld i dambasket vid olympiska sommarspelen 2016.